# Masacre de Mercaz HaRav
El atentado al Mercaz HaRav fue un ataque terrorista dirigido a estudiantes israelíes en el colegio religioso judío (yeshivá) de Mercaz HaRav en Jerusalén, Israel, el 6 de marzo de 2008 donde ocho estudiantes murieron (nueve contando al atacante) y otros siete resultaron heridos. El ataque comenzó a las 8:36pm hora local y finalizó veinte minutos después.

## Ataque
El ataque fue llevado a cabo por un solo individuo, llamado Alaa Abu Dhein, de 26 años y originario del barrio palestino de Jabel Mukaber, en Jerusalén Este. Abu Dhein entró en el edificio con una ametralladora AK-47 y disparó alrededor de 500 o 600 proyectiles. Aproximadamente veinte minutos después de haber comenzado el tiroteo, el atacante fue abatido por un estudiante a tiempo parcial llamado Yitzhack Dadon que se encontraba armado en el lugar; minutos después, el capitán Yitzhack Shapira, oficial de las Fuerzas de Seguridad israelíes que vivía al lado del edificio, confirmó la muerte del atacante tras llegar al lugar alertado por los disparos.

### Línea temporal
- 8:36pm - un operador de la Maguén David Adom recibió la primera llamada desde el edificio de la yeshivá donde estudiantes pedían desesperadamente ayuda a los servicios de emergencia.
- 8:37pm - la primera ambulancia es enviada de urgencia.
- 8:41pm - el primer paramédico en llegar al lugar informa de un herido.
- 8:51pm - se declara un 'E.R.A.N' (un evento de múltiples heridos).
- 8:57pm - un operador del servicio médico informa del "fin del tiroteo" y de que el personal médico ya estaba dentro de la yeshivá.[4]

## Perpetrador
El asesino, Alaa Abu Dhein, habitante de Jerusalén, fue identificado como un conductor que trabajaba para la escuela religiosa. La familia de Abu Dhein informó de que era profundamente religioso en la fe islámica pero que no era miembro de ningún grupo militante. Su hermana, Iman Abu Dhaim, contó a Associated Press que su hermano había quedado traumatizado con el derramamiento de sangre en Gaza, donde 126 palestinos, 58 de ellos civiles, habían sido asesinados por las Fuerzas Israelíes desde el miércoles hasta el lunes previo (ver Operación Invierno Caliente).
Abu Dhein, como la mayoría de los habitantes palestinos de Jerusalén Este, había decidido no adquirir la ciudadanía israelí, por lo que llevaba una credencial que le garantizaba su libertad de movimiento y viaje por todo Israel.

## Responsabilidad
El canal de televisión Al-Manar, perteneciente a Hezbolá, reportó que el grupo Batallón por la Galilea Libre - Los Mártires de Imad Mughniyeh había reconocido el ataque, haciendo más creíble la versión de que el ataque había sido en venganza al asesinato de Imad Mugniyah.
Por su parte, Hamás alabó el ataque el jueves siguiente, aunque no admitió responsabilidad sobre el mismo. El viernes, la cadena de noticias Reuters recibió una llamada telefónica anónima en el que aparentemente Hamás se hacía responsable del ataque. Sin embargo, el portavoz del grupo terrorista en Gaza, Fawzi Barhoum, dijo que no hay reconocimiento oficial de ningún ataque por esos medios, ya que según el, Hamás reconoce los ataques por vía de un comunicado escrito en el que se firma con las consignas militares de la organización.

## Víctimas

### Muertos
Lista de víctimas
| Nombre                    | Edad | Origen          |
| ------------------------- | ---- | --------------- |
| Neriah Cohen              | 15   | Jerusalén       |
| Segev Pniel Avichayil     | 15   | Neve Daniel     |
| Avraham David Moses       | 16   | Efrat           |
| Yehonatan Yitzchak Eldar  | 16   | Silo            |
| Roy Rote                  | 18   | Elkana          |
| Yochai Lipshitz           | 18   | Jerusalén       |
| Yehonadav Haim Hirschfeld | 18   | Kokhav HaShahar |
| Doron Mehereta            | 26   | Ashdod          |

Heridos
Además de los muertos, otros ocho estudiantes fueron heridos, tres de ellos de gravedad.

## Reacción

### Palestina
Mahmoud Abbas, Presidente de la Autoridad Palestina afirmó "Condenamos todos los ataques contra civiles, sean palestinos o israelíes." Sin embargo, la respuesta en inglés que dio Abbas era diferente a la que dio el periódico oficial de la Autoridad Palestina, ya que en este último rindió honores al atacante y asesino de los ocho jóvenes israelíes calificándolo de Shahid (Santo Mártir Islámico). El otro periódico oficial de la AP, Al Hayat Al Jadida, colocó en su página principal una prominente fotografía del atacante con el resaltante título de "El Shahid Alaa Abu D'heim". En una de las páginas sobre los asesinatos, su acto es definido nuevamente como una acción "Shahada cumplida".
El portavoz de HamásSami Abu Zuhri dijo que "El heroico ataque en Jerusalén es una respuesta normal a los crímenes de los ocupantes y sus asesinatos de civiles".

### Israel
El primer ministro de Israel, Ehud Ólmert, calificó de "horrible" al ataque. Olmert también dijo que la yeshiva Mercaz Harav había producido "los mejores soldados para muchas generaciones; gente que ha realizado la fe sionista. Esta yeshiva - la cual fue fundada por Abraham Isaac Kook - ha educado y cultivado tradición y legado, como parte de la resistencia de Israel" Un portavoz por parte de Olmert dijo que Israel debería actuar luego de una adecuada investigación y deliberación, además de condenar a esos grupos que, como Hamás, celebraron los asesinatos con desfiles en Gaza. "Que Hamas califique de heroico a este ataque, y lo alabe, los expone por lo que verdaderamente son", dijo el vocero de Olmert.
Miles de israelíes hicieron luto de las muertes de aquellos que fueron asesinados durante el tiroteo, con las típicas costumbres de luto y duelo judío. Cientos de judíos ortodoxos se reunieron afuera del edificio del tiroteo al cántico de "queremos venganza" y "muerte a los árabes."
Yuli Tamir, Ministra de Educación de Israel, quien hizo una visita de condolencias a la yeshiva dos días después del tiroteo, fue forzada a retirarse luego de que fuera atacada verbalmente por decenas de jóvenes a las afueras del edificio, quienes la llamaban "asesina". Luego ella misma dijo: "Esto me hizo recordar a los días anteriores del asesinato de Rabin (antiguo Primer Ministro Yitzhak Rabin). Sólo vine para expresar mis respetos a los asesinados, no para ocuparme de política." La yeshiva dijo que Ehud Olmert no era bienvenido, y que diciendo esto ellos buscaban "salvarlo a él y a nosotros de la vergüenza"
La Asociación de Fútbol de Israel pidió por un minuto de silencio previo a los partidos de fútbol del fin de semana, aunque esto fue estropeado por el equipo árabe israelí Bnei Sakhnin F.C. donde algunos aficionados al club abuchearon.

### Internacional
- el Ministro de Asuntos Exteriores de Alemania Frank-Walter Steinmeier dijo que el ataque lo había horrorizado y expresó su simpatía a las familias.[21][22]
- el Ministerio de Asuntos Exteriores de la República Argentina dijo "El Gobierno argentino expresa su profunda preocupación ante el recrudecimiento de las tensiones y de la violencia en la región [...]". Además agregó: "Argentina exhorta al cese de los actos de violencia para posibilitar, así, el afianzamiento de un clima que permita encauzar nuevamente el proceso de negociación, en busca de una paz justa, global y duradera"[23]
- el ministro de Asuntos Exteriores de Canadá Maxime Bernier dijo que "Canadá condena este acto terrorista en los términos más duros. [El ataque] no hace nada para avanzar con la causa palestina".[24]
- el ministro de Asuntos Exteriores Qin Gang expresó la condena de China al ataque y expresó esperanza en la disminución de la violencia en el Medio Oriente.[25]
- el Presidente George Bush condenó el ataque y expresó su solidaridad con la familia de las víctimas y con toda la gente de Israel.[26]
- la Secretaria de Estado Condoleezza Rice expresó sus condolencias en relación con el ataque. También escribió que "Los Estados Unidos condena el acto de terror y perversión de esta noche".[27]
- el candidato demócrata a la presidencia de los Estados Unidos Barack Obama llamó telefónicamente a la ministra de Asuntos Exteriores israelí, Tzipi Livni mientras ella visitaba Estados Unidos. Obama expresó sus condolencias al pueblo de Israel y a las familias de las víctimas en el 'despertar' del ataque de terror a la Yeshivá Mercaz HaRav. El senador de Illinois también hizo hincapié en el derecho de Israel a defenderse y dejó claro que tanto los Estados Unidos como Israel están interesados en que Irán no desarrolle armas de destrucción masiva.
- la candidata demócrata a la presidencia de los Estados Unidos Hillary Clinton dijo "Mis pensamientos y oraciones están con las víctimas y con las familias que están sufriendo la pérdida y el horror de este despreciable ataque del terrorismo. Los Estados Unidos y la comunidad internacional deben dejar en claro que actos deplorables de terrorismo como este, no serán tolerados y debemos continuar apoyando a Israel en su guerra contra el terror.
- el Presidente de la Unión Europea emitió un comunicado condenando el ataque y afirmando "los actos terroristas son inaceptables"[28]
- el Ministro de Asuntos Exteriores de Francia Bernard Kouchner condenó el ataque e hizo un llamamiento a que continúen las conversaciones de paz a pesar del ataque.[29]
- el ministro de Asuntos Exteriores de Georgia condenó el ataque y expresó sus más profundas condolencias a las familias.[30]
- el Ministerio de Asuntos Exteriores indio condenó "el absurdo ataque terrorista" donde "ocho jóvenes e inocentes vidas israelíes se perdieron" y llamó al diálogo para finalizar el "actual ciclo de violencia".[31]
- el ministro de Asuntos exteriores de Irlanda Dermot Ahern "condenó enérgicamente el ataque terrorista" e instó "a todas las partes a finalizar con el espiral de violencia"[32]
- el ministro de Asuntos Exteriores de Japón Masahiko Kōmura dijo que, "Japón expresa sus condolencias a las familias afligidas así como también la profunda simpatía por las personas que fueron heridas. El terrorismo no puede ser justificado por ninguna razón y cualquier intento por justificarlo es inaceptable".[33]
- la policía de Jordania desmanteló una carpa de luto que había sido erigida afuera de las casas de los familiares del tirador.[34][35]

```
la 
Organización de la Conferencia Islámica
 condenó el ataque diciendo que aborrecen todo tipo de violencia en cualquier parte del mundo.
[
36
]
```

- el Consejo de Seguridad de las Naciones Unidas falló al intentar condenar el ataque debido al bloqueo que impuso Libia.[37]
- el ministro de Asuntos Exteriores de Noruega Jonas Gahr Støre condenó el ataque y expresó sus simpatías para con las familias.[38]
- el primer ministro Gordon Brown condenó el ataque diciendo que esto fue "un intento de golpe al proceso de paz".[39]
- el Secretario de Asuntos Exteriores del Reino Unido David Miliband condenó el ataque y expresó su esperanza para un pacífico Medio Oriente.[40]
- Carl Bildt, antiguo primer ministro de Suecia y actual Ministro de Asuntos Exteriores de Suecia describió el incidente como "un inaceptable ataque terrorista".[41]

### Respuesta ciudadana
Mientras que se vivía un inmenso dolor y consternación en Israel, miles de palestinos se concentraron en las calles de Gaza donde festejaron el atentado, danzando sobre las calles y disparando ametralladoras en forma de festejo desde automóviles. Además, la organización terrorista Hamás repartió caramelos a los peatones de las calles, que recibían con júbilo los regalos mientras seguían festejando el ataque a Israel. El ataque se había producido apenas días después de la Operación Invierno Caliente, en la que el ejército israelí había matado a 112 gazatíes en un solo día.